# Club Deportivo Club de Fútbol Salmantino
Club Deportivo Club de Fútbol Salmantino (zkráceně Club de Fútbol Salmantino nebo CF Salmantino) je španělský fotbalový klub sídlící ve městě Salamanca v Kastilii a Leónu.
Je následníkem klubu Club Deportivo Salmantino, jenž byl založen v roce 1943. V roce 1952 se stal farmou klubu UD Salamanca. V roce 1997 byl klub sloučen do UD Salamanca a stal se jeho B-týmem. Skončil v roce 2013 po zániku UD Salamanca.
Krátce poté byl založen Club Deportivo Club de Fútbol Salmantino, jenž má navázat na historii CD Salmantino.
V současnosti hraje regionální ligu Kastilie a Leónu.

## Historie názvů
- CF Salmantino (1943–1947)
- CD Salmantino (1952–1997)
- UD Salamanca B (1997–2006)
- CD Salmantino (2006–2013)
- CF Salmantino (2013–)

## Sezóny
| Sezóna  | Úroveň | Liga     | Umístění  | Copa del Rey |
| ------- | ------ | -------- | --------- | ------------ |
| 1956/57 | 3      | 3ª       | 17. místo |              |
| 1957–60 | 4      | Regional | —         |              |
| 1960/61 | 3      | 3ª       | 8. místo  |              |
| 1961/62 | 3      | 3ª       | 7. místo  |              |
| 1962/63 | 3      | 3ª       | 6. místo  |              |
| 1963/64 | 3      | 3ª       | 5. místo  |              |
| 1964/65 | 3      | 3ª       | 16. místo |              |
| 1965/66 | 4      | Regional | —         |              |
| 1966/67 | 3      | 3ª       | 14. místo |              |
| 1967/68 | 3      | 3ª       | 14. místo |              |
| 1968–73 | 4      | Regional | —         |              |
| 1973/74 | 3      | 3ª       | 14. místo |              |
| 1974/75 | 3      | 3ª       | 14. místo |              |
| 1975/76 | 3      | 3ª       | 17. místo |              |
| 1976/77 | 4      | Regional | —         |              |
| 1977/78 | 4      | 3ª       | 14. místo |              |
| 1978/79 | 4      | 3ª       | 19. místo |              |
| 1979/80 | 4      | 3ª       | 2. místo  |              |

| Sezóna  | Úroveň | Liga | Umístění  | Copa del Rey |
| ------- | ------ | ---- | --------- | ------------ |
| 1980/81 | 4      | 3ª   | 6. místo  |              |
| 1981/82 | 4      | 3ª   | 2. místo  |              |
| 1982/83 | 4      | 3ª   | 10. místo |              |
| 1983/84 | 4      | 3ª   | 7. místo  |              |
| 1984/85 | 4      | 3ª   | 5. místo  |              |
| 1985/86 | 4      | 3ª   | 4. místo  |              |
| 1986/87 | 4      | 3ª   | 7. místo  |              |
| 1987/88 | 4      | 3ª   | 14. místo |              |
| 1988/89 | 4      | 3ª   | 6. místo  |              |
| 1989/90 | 4      | 3ª   | 3. místo  |              |
| 1990/91 | 4      | 3ª   | 10. místo |              |
| 1991/92 | 4      | 3ª   | 5. místo  |              |
| 1992/93 | 4      | 3ª   | 8. místo  |              |
| 1993/94 | 4      | 3ª   | 2. místo  |              |
| 1994/95 | 4      | 3ª   | 2. místo  |              |
| 1995/96 | 4      | 3ª   | 13. místo |              |
| 1996/97 | 4      | 3ª   | 3. místo  |              |

| Sezóna  | Úroveň | Liga    | Umístění  |
| ------- | ------ | ------- | --------- |
| 1997/98 | 4      | 3ª      | 4. místo  |
| 1998/99 | 4      | 3ª      | 12. místo |
| 1999/00 | 4      | 3ª      | 1. místo  |
| 2000/01 | 4      | 3ª      | 3. místo  |
| 2001/02 | 4      | 3ª      | 13. místo |
| 2002/03 | 4      | 3ª      | 8. místo  |
| 2003/04 | 4      | 3ª      | 7. místo  |
| 2004/05 | 4      | 3ª      | 6. místo  |
| 2005/06 | 4      | 3ª      | 10. místo |
| 2006/07 | 4      | 3ª      | 12. místo |
| 2007/08 | 4      | 3ª      | 6. místo  |
| 2008/09 | 4      | 3ª      | 10. místo |
| 2009/10 | 4      | 3ª      | 18. místo |
| 2010/11 | 5      | 1ª Reg. | 1. místo  |
| 2011/12 | 4      | 3ª      | 14. místo |
| 2012/13 | 4      | 3ª      | 15. místo |